# Krakatice obrovská

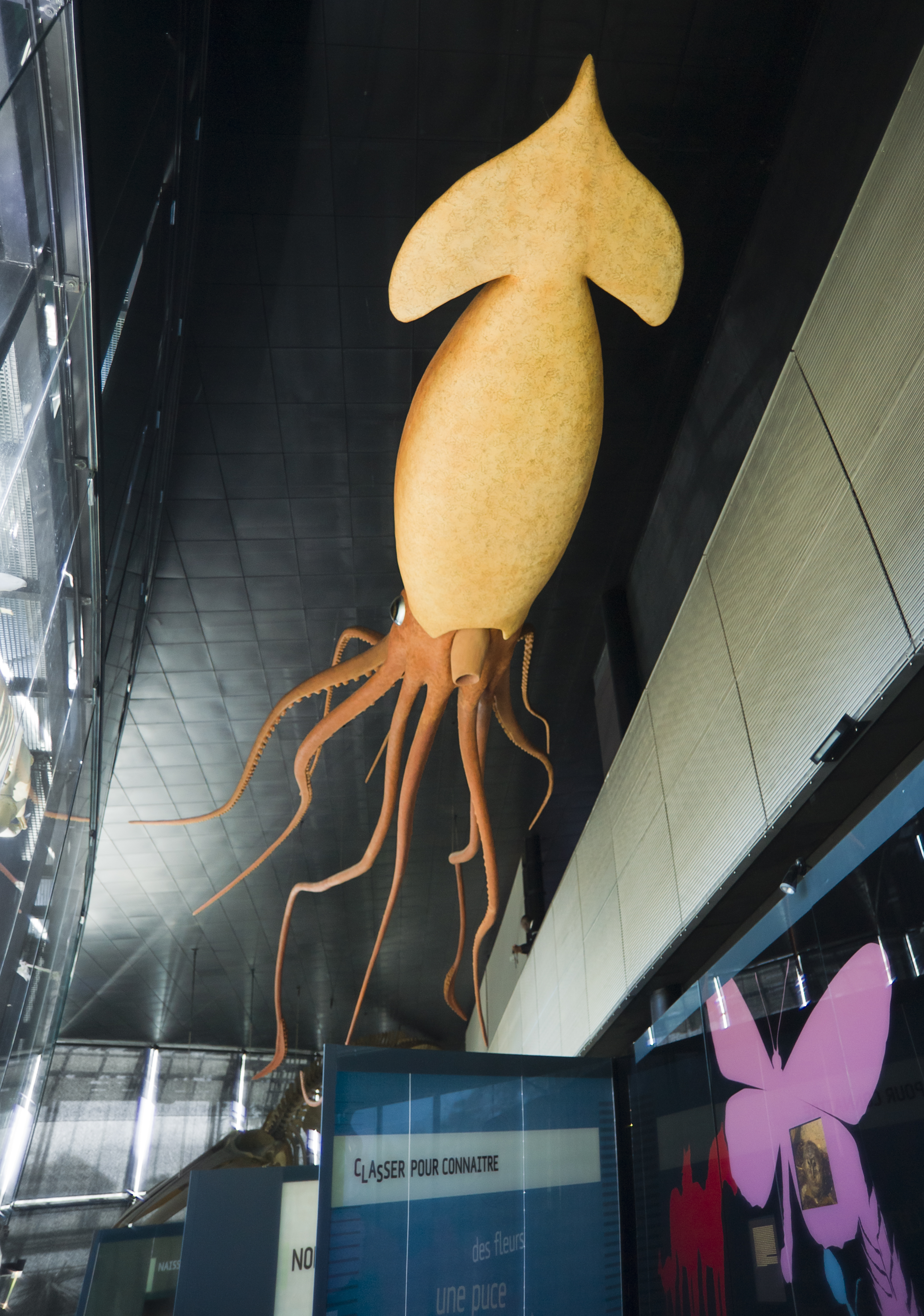
Rekonstrukce Architeuthis dux v Muséum de Toulouse

Krakatice obrovská (Architeuthis dux), případně též kalmar obrovský, představuje jeden z největších druhů hlavonožců.

## Popis
Její tělo se skládá z trupu (pláště), celkem osmi ramen a dvou dlouhých chapadel (nejdelších mezi hlavonožci).
Největší zjištěná délka (včetně chapadel, která několikanásobně přesahují délku trupu) podle různých zdrojů:
- 13 m samice, 10 m samec;[1]
- 17,8 metrů;[2]
- 18,5 metrů;[3]
- délka pláště nepřesahuje 2,25 metrů, bez chapadel má tělo zřídkakdy delší než 5 metrů (mnohem větší má kalmar Hamiltonův).[4][5]
- Přísavky jsou v průměru asi 15 cm velké (nebo dokonce jen okolo 5 cm)[6][7], ale podle některých zdrojů se na kůžích vorvaňů našly otisky přísavek o průměru údajně až 20, 45 cm nebo dokonce 60 cm. Nejenže jsou tyto údaje těžko uvěřitelné, především však nejsou ověřené.
- Má silné rohovité čelisti, s nimiž údajně překousne i ocelové lano.[8]

Podle jiných údajů byl největší jedinec, změřený a zvážený v roce 1879, dlouhý 17,37 metru a vážil asi 907 kilogramů; tyto údaje však nejsou spolehlivě ověřené a daleko přesahují obvykle zjištěné rozměry pro tento druh: přibližně 13 metrů délky a 275 kg váhy u samice, 10 metrů délky a 150 kg váhy u samce. Krakatice obrovská (společně s kalmarem Hamiltonovým) má největší oko v živočišné říši (průměr přes 30 cm, velké jako lidská hlava).

## Výskyt a život
Krakatice obrovská žije ve všech světových oceánech v blízkosti kontinentálních a ostrovních svahů. Vzácný je výskyt v polárních a tropických vodách.
O životě tohoto tvora se ví skutečně jen velmi málo. Jak se zdá, jde o aktivního predátora (než byla pořízena série jejích fotografií, spekulovalo se, zda krakatice neloví pouze pasivně). Pohybuje se v hloubkách od 200 do 1200 metrů a živí se stejně tak schopnými hlubomořskými rybami, nebo různými druhy olihní a jinými hlavonožci. Kořist si přidržuje chapadly a pozře ji pomocí typického anatomického orgánu měkkýšů (viz ozubená radula), srovnatelného s jazykem obratlovců, který oběť naporcuje, než postoupí do jícnu. Pravděpodobně žije samotářským způsobem života (kromě období rozmnožování), neboť je v rybářských sítích zachycen vždy jednotlivě.
Pohlavně dospívá relativně brzy (hlavonožci jsou obecně rychle rostoucí živočichové), asi ve dvou až třech letech. Naproti tomu se dožívá poměrně nízkého věku, asi jen pěti let, a proto dokáže zplodit potomstvo pravděpodobně jen jednou za život. Samice během rozmnožovacího cyklu vyprodukuje velké množství vajíček (až 5 kg i více) o délce 0,5 až 1,4 mm a šířce 0,3 až 0,7 mm. Má jeden vaječník uprostřed plášťové dutiny, z něhož vajíčka odcházejí postranními párovými vejcovody do nidamentálních („hnízdotvorných“) žláz. Tyto žlázy produkují gelovitou hmotu, která po vypuštění vajíčka obklopuje (známe též u jiných velkých olihní). Samec má chápavý penis, dlouhý přes 90 cm, který vybíhá zpod hlavního pláště. Jelikož postrádá hektokotylus, jenž je v reprodukci u ostatních hlavonožců běžný, je vlastní oplodnění stále předmětem dohadů. Zdá se, že sperma je přeneseno na vajíčka ve váčcích spermatoforů, jež samec vstřikuje do ramen samice.

## Snahy o obrazovou dokumentaci

### Vyfotografování živé krakatice
Od poloviny 90. let 20. století se pokoušelo vyfotografovat živou krakatici několik expedic, ale bez úspěchu. Experimentovalo se s připevňováním kamery na živé velryby nebo na ponorky.
Poprvé se krakatici obrovskou podařilo vyfotografovat živou dvěma japonským vědcům (Cunemi Kubodera a Kjóiči Mori, Ogasawara Whale Watching Association) v severním Pacifiku u Boninských ostrovů (Ogasawara) jihovýchodně od Japonska, asi 16 km (10 mil) od hlavního ostrova Čičidžima v hloubce 900 m. Záběry získali již 20. září 2004 v 9:15, zveřejnili je však až 27. září 2005 v časopise Proceedings of the Royal Society B. Během čtyř hodin získali ve třicetivteřinových intervalech přes 500 fotografií a jedno ze dvou dlouhých chapadel. Krakatici přilákali návnadou na rybu připevněnou ke kameře. Délka chapadla byla 5,5 m. Délka krakatice byla na základě délky chapadla odhadnuta na 8 metrů. Pravděpodobně se jednalo o dospělou samici.[zdroj?]

### Nafilmování živé krakatice
4. prosince 2006 Cunemi Kubodera poblíž Boninských ostrovů asi 1 000 km (620 mil) jižně od Tokia nafilmoval živou dospělou krakatici. Jednalo se o malou samici asi 3,5 m (11 stop a 6 palců) dlouhou, vážící 50 kg (110 liber). Byla vytažena na palubu výzkumného plavidla, ale uhynula.[zdroj?]
Dne 3. ledna 2016 natočili krakatici obrovskou v japonském zálivu Toyama severozápadně od Tokia. Jedinec měřil necelé čtyři metry. Podle odhadu vědců mohla krakatice měřit 12 metrů.[zdroj?]

## Pokus o chov
Roku 2000 novozélandský teutolog Steve O’Shea odchytil 17 mladých krakatic s cílem odchovat z nich dospělce, mláďata však uhynula.[zdroj?]